# Ovambo
El pueblo ovambo (También llamado wambo, owambo, ambo, ndonga o mbalantu) es un grupo etnolingüístico de las sabanas semiáridas del norte de Namibia y el sur de Angola. Conforma un conglomerado de grupos o clanes diferentes; en Angola lo integran los kwanyama (ukwanyama), kwamatwi, dombondola, evale (vale) y kafima; mientras que en Namibia también están las comunidades kwanyama, además de los ndonga (ondonga), kwambi (ukwambi), ngandjera (ongandjera), mbalantu (ombarantu), kwaluudhi (ukwaluizi), eunda y nkolonkadhi (ukolonkazi). Las comunidades ovambo reúnen 1 871 000 personas según estudios etnográficos y lingüísticos. Los ovambos son una pequeña minoría en Angola, pero en Namibia son la mayor etnia del país con casi el 50 % de la población total.

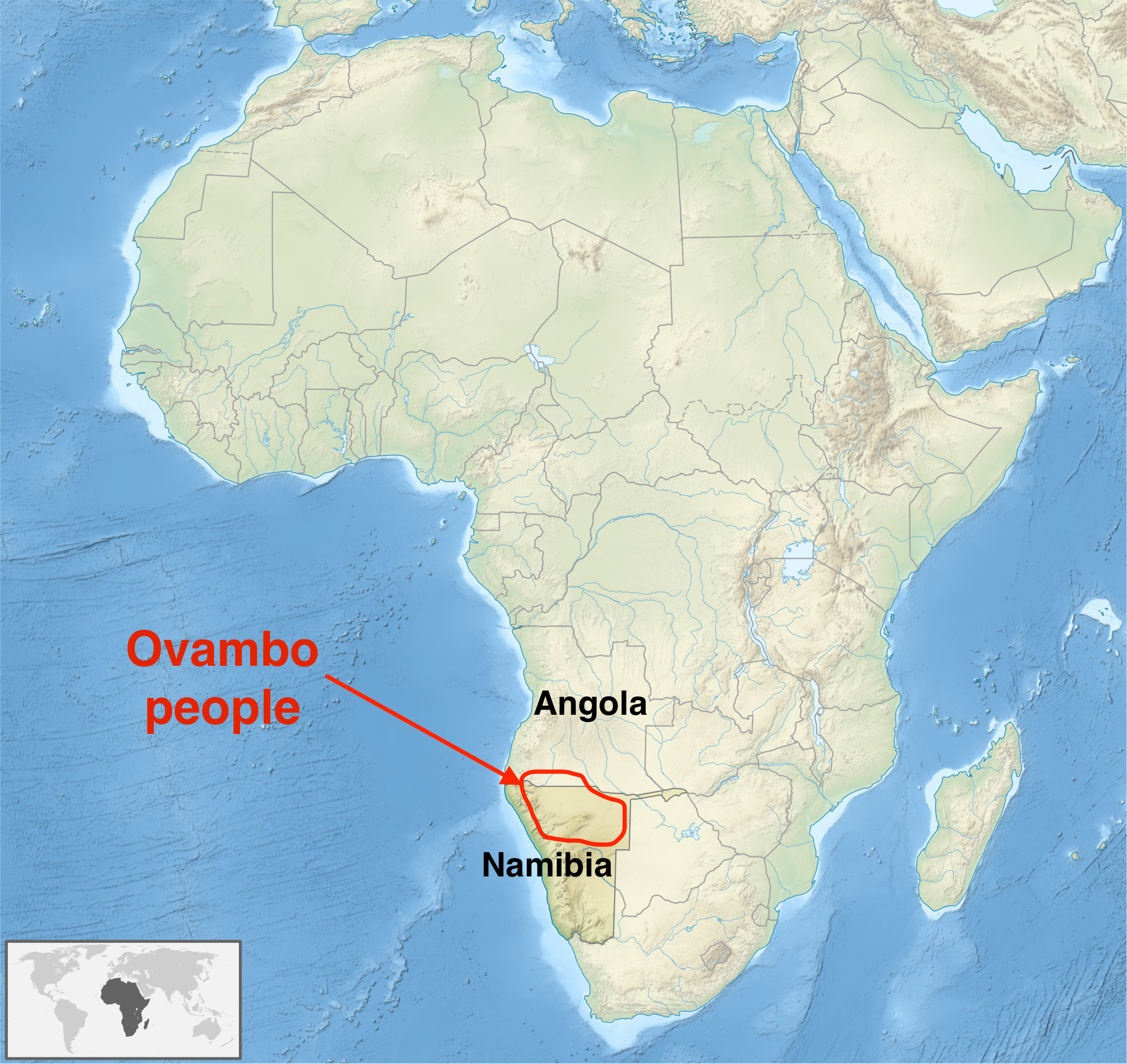
Localización aproximada del pueblo ovambo en Angola y Namibia

Desde la independencia de Namibia muchos ovambos emigraron a otras partes del país. Allí trabajan, ya sea de manera permanente o temporal, en granjas, minas o como funcionarios públicos. Debido a la antigua política del apartheid y la política colonial que impuso Sudáfrica de "divide y vencerás", muchas personas han llegado a rechazar ser etiquetadas como ovambo, prefiriendo en cambio ser identificadas simplemente como namibios.

## Idioma

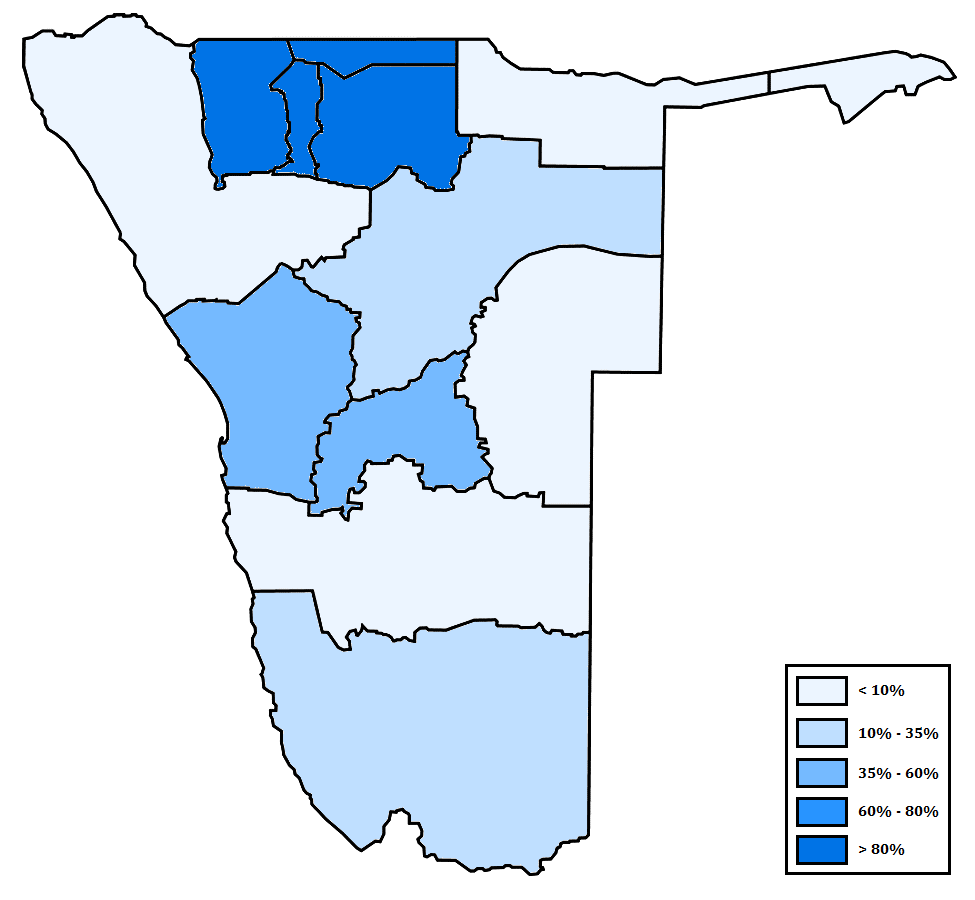
Distribución de las lenguas ovambo en Namibia

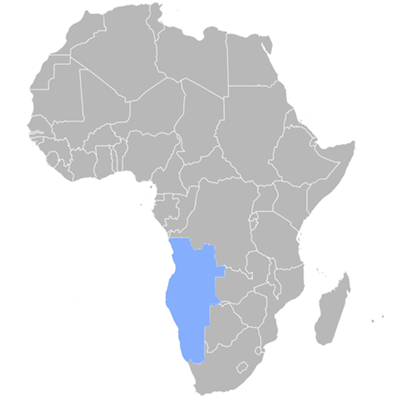
Oshiwambo en África

El kwanyama (oshikwanyama) y el ndonga (oshidonga), son los dos idiomas principales de los siete grupos que componen el pueblo ovambo. Los ovambo de habla kwanyama son mayoritarios, 1 475 000 personas, de las cuales 771.000 viven en Angola y 704.000 en Namibia. Por su parte, en la antigua zona del bantustán de Ovambolandia son importantes las comunidades de habla ndonga (shidonga, oshivambo), que suman unas 355.000 en territorio de Namibia y otras 41.000 en Angola.
Dentro del grupo de hablantes kwanyama se distinguen los nombres y dialectos cuanhama, humba, kuanjama, kwancama, kwanjama, kwanyama, ochikwanyama, oshikuanjama, oshikwanyama, oshiwambo, oshiwambo ndonga, otjiwambo, ovambo, owambo y oxikuanyama.
En la comunidad de hablantes ndonga otros nombres y dialectos son el ambo, eunda kolonkadhi, kwaludhi, ngandyera, ochindonga, oshindonga, osindonga, otjiwambo y owambo.
En cuanto a la clasificación lingüística, para Ethnologue el grupo lingüístico kwanyama y el ndonga están integrados en una categoría única llamada oshiwambo, también conocida como oshikwanyama o oshiwambo. Forman parte del filo de lenguas nigercongolesas y su árbol lingüístico sigue la línea de las lenguas atlántico-congolesas, lenguas Volta-Congo, lenguas Benue-Congo, lenguas bantoides meridionales, subgrupo R, wambo (R.21), oshiwambo y finalmente de este tronco los idiomas o dialectos kwanyama y ndonga.
En la clasificación de Glottolog el árbol lingüístico es similar pero dentro del subgrupo R de las lenguas bantúes, ubica como rama principal el ndongo (R.20) y de allí como dialectos de esta el kwanyama y el ndoga que hablan las comunidades ovambo.
A pesar de la diversidad de dialectos que conforman el complejo ovambo, la gran mayoría de ellos son fácilmente inteligibles entre sí.

## Territorio

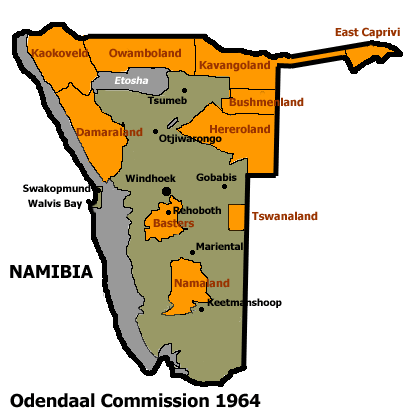
Distribución de bantustanes durante el apartheid en África del Sudoeste

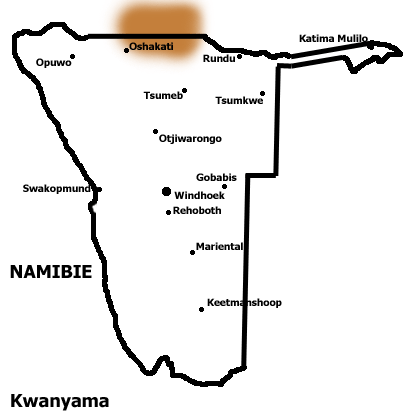
Área de distribución kwanyama

Las comunidades ovambo se distribuyen entre los ríos Cunene y Cubango (Okovango) y el lago o salina Etosha, a ambos lados de la línea fronteriza entre los actuales estados de Angola y Namibia.
Las comunidades kwanyama de Namibia se concentran mayoritariamente en las regiones de Oshikoto, Kunene, Ohangwena, Kavango del Oeste, al noreste de la región de Omusati, y al este de la de Oshana. Por su parte, los kwanyama en territorio angoleño se distribuyen en el centro sur del país y a lo largo de la línea fronteriza con Namibia, principalmente en las provincias de Cuando-Cubango y Cunene.
Los ovambo de lengua ndonga en territorio namibio se concentran en las regiones de Kunene, Omusati, y Oshana. También en el área este de Oshikoto y en Ohangwena.

## Historia

### Origen

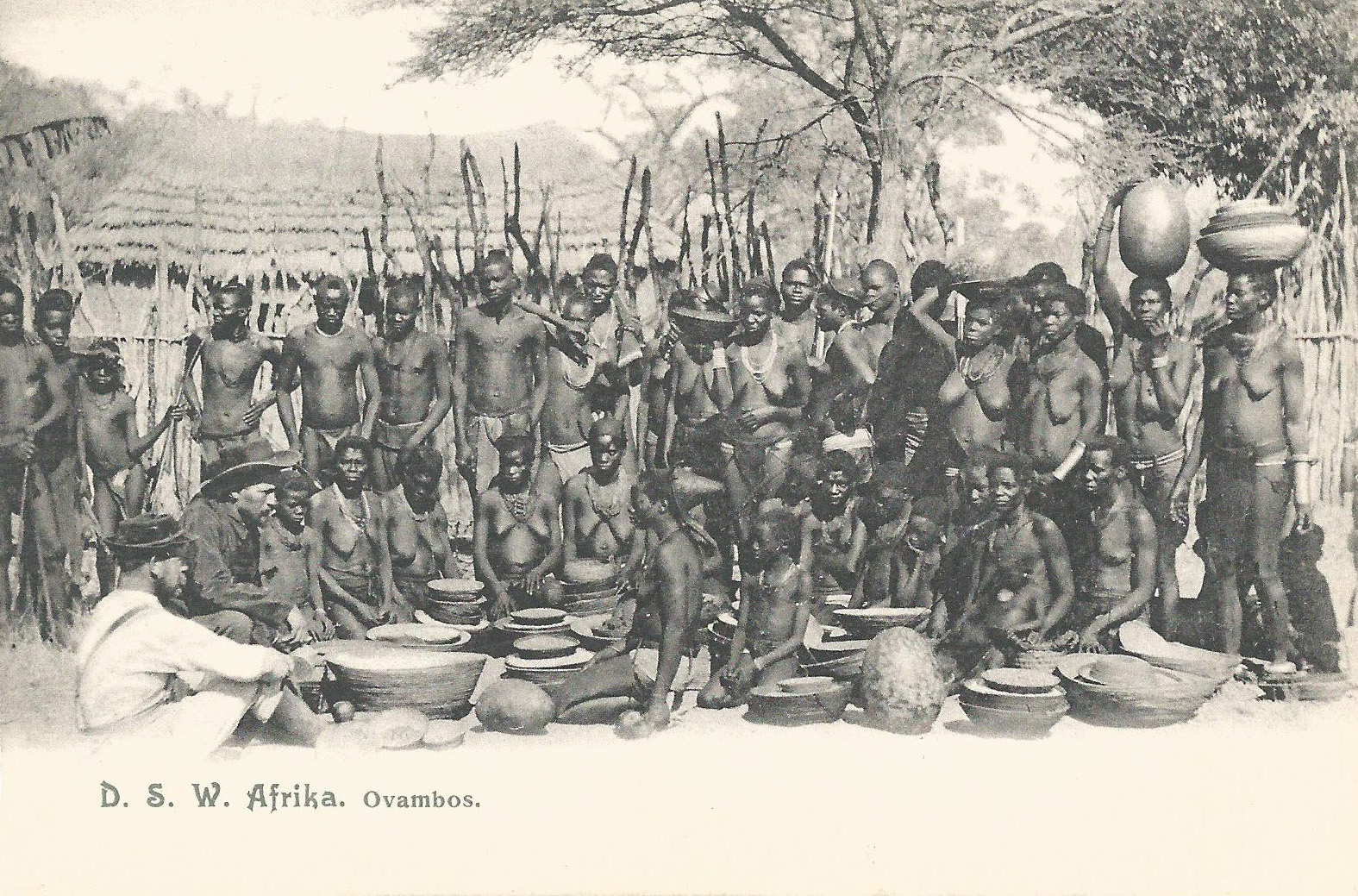
Antigua postal anónima con una fotografía del pueblo ovambo a principios del siglo XX

Los nómadas san fueron los primeros habitantes de las regiones áridas que ocupan los actuales territorios del sur de Angola y el norte de Namibia. Se estima que se establecieron allí en el año 8000 a. C. Los grupos san convergieron tiempo después con los pueblos khoi y se formó el grupo étnico conocido como khoikohi. A ellos se sumaron comunidades de habla bantú que habían iniciado su expansión en el año 1000 a. C. desde la actual frontera entre Nigeria y Camerún y que se extendió hasta el año 1000 d. C. En estas migraciones bantúes llegarían los ancestros de los pueblos ovambo y herero, comunidades étnicas históricamente vinculadas.
La tradición ovambo se reconoce originaria de los grupos bantúes de África Central del norte del río Zambeze, asentados en la región de los Grandes Lagos. Desde allí se habrían desplazado hacia el suroeste hasta alcanzar la franja de territorio que ocupa las fronteras entre los actuales estados de Namibia y Angola. No hay acuerdo entre los historiadores en la fecha de esa emigración citada en las tradiciones ovambo, las dataciones van desde el siglo XIV al XVII. Lo cierto es que en el año 1500 los ovambos ya se habían asentado en las salinas del Lago Etosha, al norte de Namibia. Hogar que compartían con los herero y conseguían sobrevivir gracias a una economía mixta, agrícola y ganadera, más los aportes de la caza y la pesca. Las relaciones entre herreros y ovambos se prolongarán a lo largo de la historia con períodos de paz y otros de disputas territoriales que tuvieron episodios de enfrentamientos armados.
La leyenda fundacional del pueblo ovambo afirma que los dos pueblos (herero y ovambo) descienden de hermanos que se separaron cuando llegaron al norte de la actual Namibia, en el valle del río Cunene donde finalmente se asentaron y que los europeos llamaron Ovambolandia (Owambo). Los hereros seguirían su expansión y búsqueda de territorios de pastoreo asentándose más al sur. El Kalahari era una barrera natural para los intentos de expansión y obtención de tierras tanto para el pueblo ovambo como para los hereros. Esto llevó a continuas disputas entre ambas etnias que se agravaría con el correr de los siglos.
El florecimiento de las comunidades ovambo llevó al establecimiento de varios reinos a lo largo del río Cunene. Junto con los hereros se consolidaron como etnias dominantes del norte y centro de la actual Namibia, apropiándose de la mayoría de sus recursos naturales, elementos por los que competían de forma permanente.

### SigloXVII

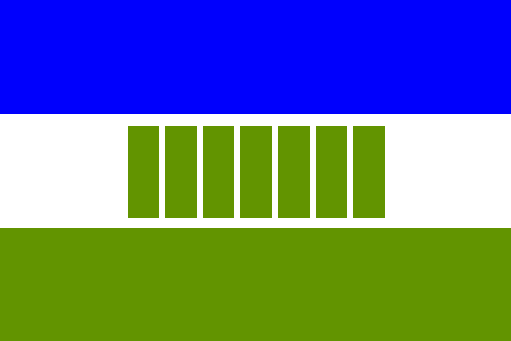
Bandera de Ovambolandia

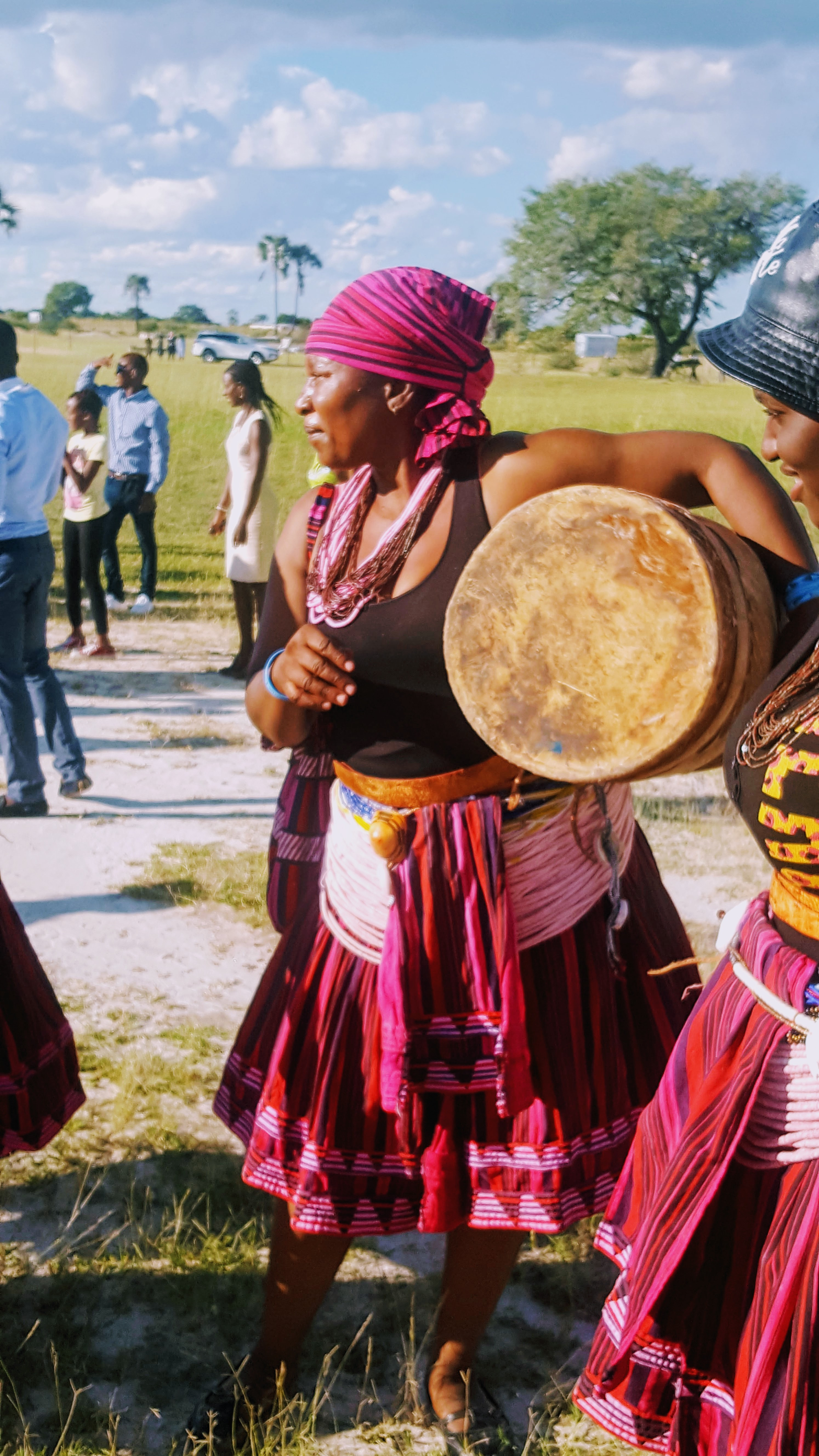
Procesión nupcial al norte de Namibia

Los reinos de los ovambos reconocieron el señorío de los humbe (humbi). Los humbe eran el clan o linaje gobernante del reino de Mataman que dominó gran parte del área al norte de Ovambolandia hasta mediados del siglo XVII, cuando cayó en manos de los ovimbundus. Los ovambos vivían lejos de los intereses europeos y escaparon de lo peor del comercio de esclavos en el Atlántico. No estuvieron realmente en contacto con los europeos hasta que los alemanes intentaron controlar Namibia, entonces llamada África Sudoccidental, en 1884. Los alemanes tuvieron dificultades para tratar de conquistar a los pueblos nativos y no vencieron la resistencia de los ovambos hasta 1917.
En este siglo los reinos ovambo y las comunidades nama (khoikhoi) establecieron un comercio regular. Los ovambo entregaban artículos de metal y artesanías a cambio de pieles de animales y leche.

### SigloXIX

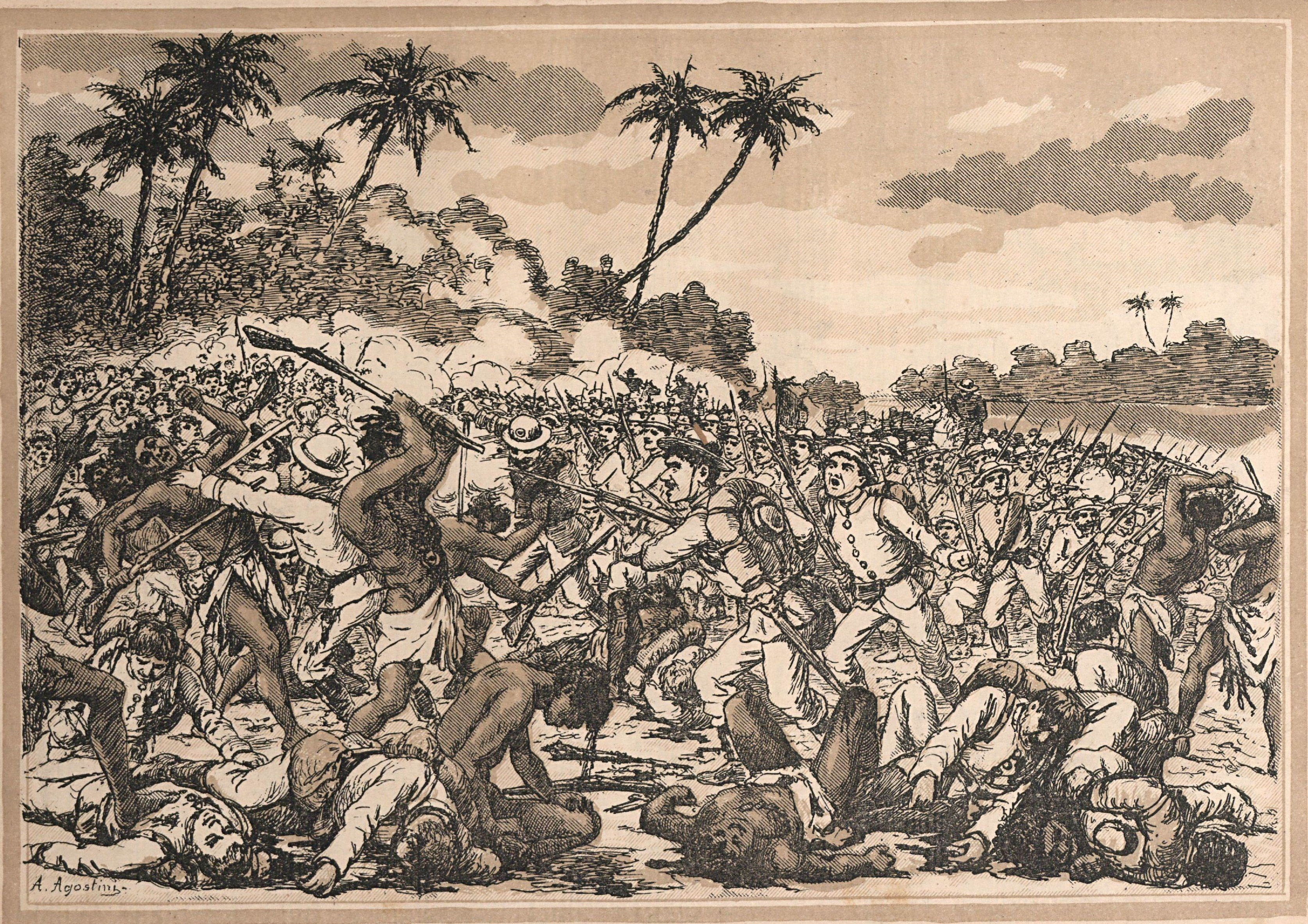
Enfrentamiento entre ovambos y portugueses en Angola

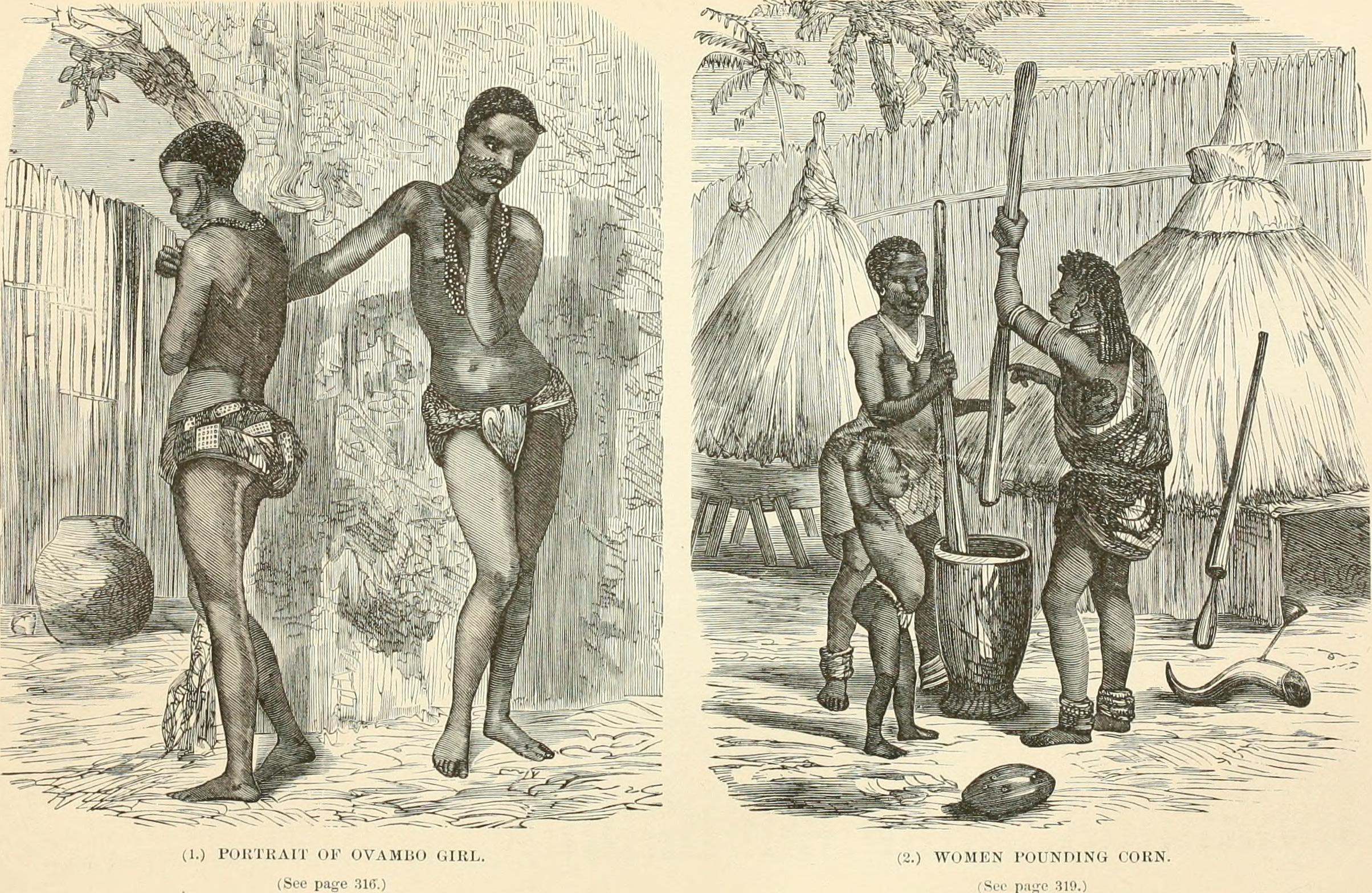
Retrato del del pueblo ovambo

Para el siglo XIX habían formado doce estados, algunos de ellos con buena capacidad militar. Estos se gobernaban por una monarquía que residía en plazas fortificadas que simbolizaban su poder con la presencia del fuego sagrado. Ampliaron sus sociedades con la integración de grupos pigmeos twa. Las comunidades san que no se avinieron a integrarse con los bantúes ovambus y hereros debieron retirarse al desierto del Kalahari. La creciente competencia por las tierras cultivables y de pastoreo entre el pueblo ovambo y el herero fue causa de una serie de guerras cruentas entre ambas comunidades a lo largo del siglo XIX.
En la segunda mitad del siglo XIX, un grupo kwanyama subió al poder y se convirtió en uno de los estados más poderosos del sur de Angola. Su economía se basaba en la exportación de hierro, ganado, marfil y esclavos a cambio de armas de fuego. Cuando los elefantes se agotaron en la década de 1880, los kwanyama se dedicaron a asaltar las poblaciones al sur de las Tierras Altas. Después de un conflicto prolongado los descendientes del reino de los kwanyama fueron sometidos por las fuerzas portuguesas y alemanas entre 1900 y 1917.
A finales del siglo XIX los europeos habían comenzado a establecerse en el sudoeste de África, y Alemania recibió su esfera de influencia sobre la región durante la Conferencia de Berlín (1884-1885). Mediante el uso de tratados turbios, fuerza policial o por violencia, Alemania impuso gradualmente sus leyes coloniales sobre gran parte del área. En respuesta los hereros y namas del centro y sur de Namibia lanzaron rebeliones que fueron aplastadas brutalmente por las tropas alemanas. Aunque los ovambos participaron en una batalla durante la rebelión herero (1904-1907), los alemanes no recurrieron a la fuerza militar para establecer su dominio en Ovambolandia. Optaron por una estrategia de pequeños tratados con los jefes de cada reino o comunidad para reclamar la soberanía sobre la región norte, un proceso que completaron en 1910.

### SigloXX

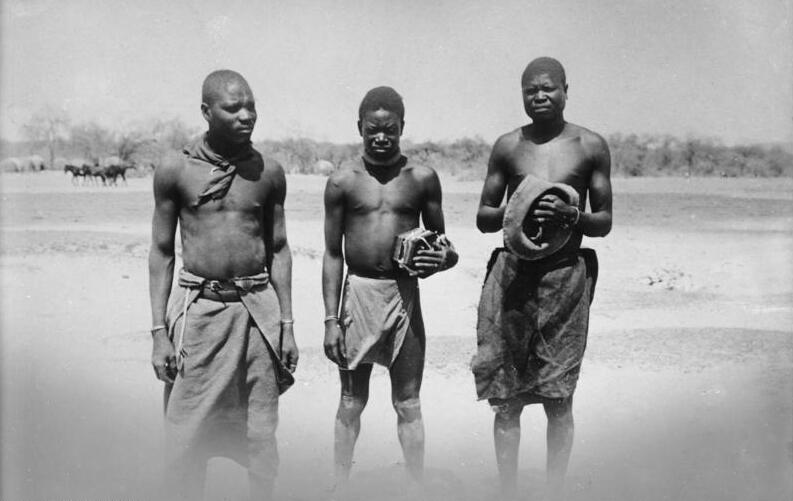
Grupo de personas ovambo a principios del

En Angola los ovambo tuvieron una participación marginal en la guerra de independencia (1961-1974). El único episodio relevante tuvo lugar en 1968 cuando se negaron a reasentarse en los territorios que les adjudicaba el gobierno colonial portugués. La guerra de independencia angoleña desplazó a muchos ovambos a Namibia, obligándolos a adoptar el estatus de refugiados.
En Namibia se descubrieron diamantes en 1908 y los esfuerzos alemanes se concentraron en asegurar el acceso a los ríos interiores que conducían a los yacimientos. Los ovambos lograron permanecer apartados del poder europeo en esos primeros años del siglo XX. Después de la Primera Guerra Mundial (1914–18), la colonia alemana del suroeste de África se convirtió en un mandato de la Sociedad de Naciones bajo la supervisión de Sudáfrica que años más tarde utilizó la fuerza militar para consolidar su control sobre Ovambolandia. Mantuvo su administración de la región después de la Segunda Guerra Mundial (1939-1945) y esencialmente la consideró como una quinta provincia bajo el régimen del apartheid que impuso a partir de 1948. Bajo el dominio colonial, Ovambolandia proporcionó mano de obra migrante para las otras partes del territorio. Como resultado, sus habitantes fueron confinados en tierras improductivas, obligados a trabajar para las asciendas europeas y vivir en una pobreza considerable.
En 1959, los activistas de etnia ovambo, Samuel Nujoma (1929) y Andimba (Herman) Toivo ya Toivo (1924–2017) formaron la Organización Popular Ovambolandia (OPO). Entre sus reivindicaciones se incluía la reunificación con sus parientes ovambos de Angola. Ese mismo año, junto con la Unión Nacional del África Sudoccidental liderada por los hereros, la OPO comenzó a organizar la resistencia a las políticas de reubicación del apartheid. Las actividades de la OPO condujeron a una reacción violenta en Sudáfrica, y Nujoma fue forzado al exilio. Mientras Nujoma estuvo en el exilio, Ovambolandia continuó siendo un semillero para el movimiento independentista. La OPO se convirtió en la Organización Popular de África Sudoccidental (SWAPO) y se expandió más allá de sus raíces ovambo. El rechazo a la segregación étnica fue uno de los principios rectores de la SWAPO, una respuesta a la rígida estratificación racial y al sistema de “patria étnica” que había impuesto el gobierno de Sudáfrica.
En 1973, Ovambolandia fue declarado “independiente” por Sudáfrica. Esta independencia fue rechazada por la abrumadora mayoría de ovambos y por la comunidad internacional. Se creó una asamblea de jefes designados principalmente por Sudáfrica. El primer ministro, Filemon Elifas, fue asesinado en 1975 en represalia por su brutal reinado del miedo, respaldado por el ejército y la policía sudafricanos. El apartheid impedía salir a los habitantes de Ovambolandia fuera de su territorio salvo con un permiso de trabajo y jamás podían ser acompañados por otras personas, aunque fuese un familiar. Este régimen autoritario y opresivo al que se sumó el problema de la superpoblación y la falta de tierras para pastoreo, condujo a la formación de un movimiento de trabajadores ovambos que se sumó a la lucha.
En 1989, después de que Sudáfrica finalmente cediera su derecho al territorio, Nujoma regresó del exilio y llevó a la SWAPO a la victoria en las elecciones nacionales. Namibia se independizó en 1990 y Nujoma asumió la presidencia.

### SigloXXI

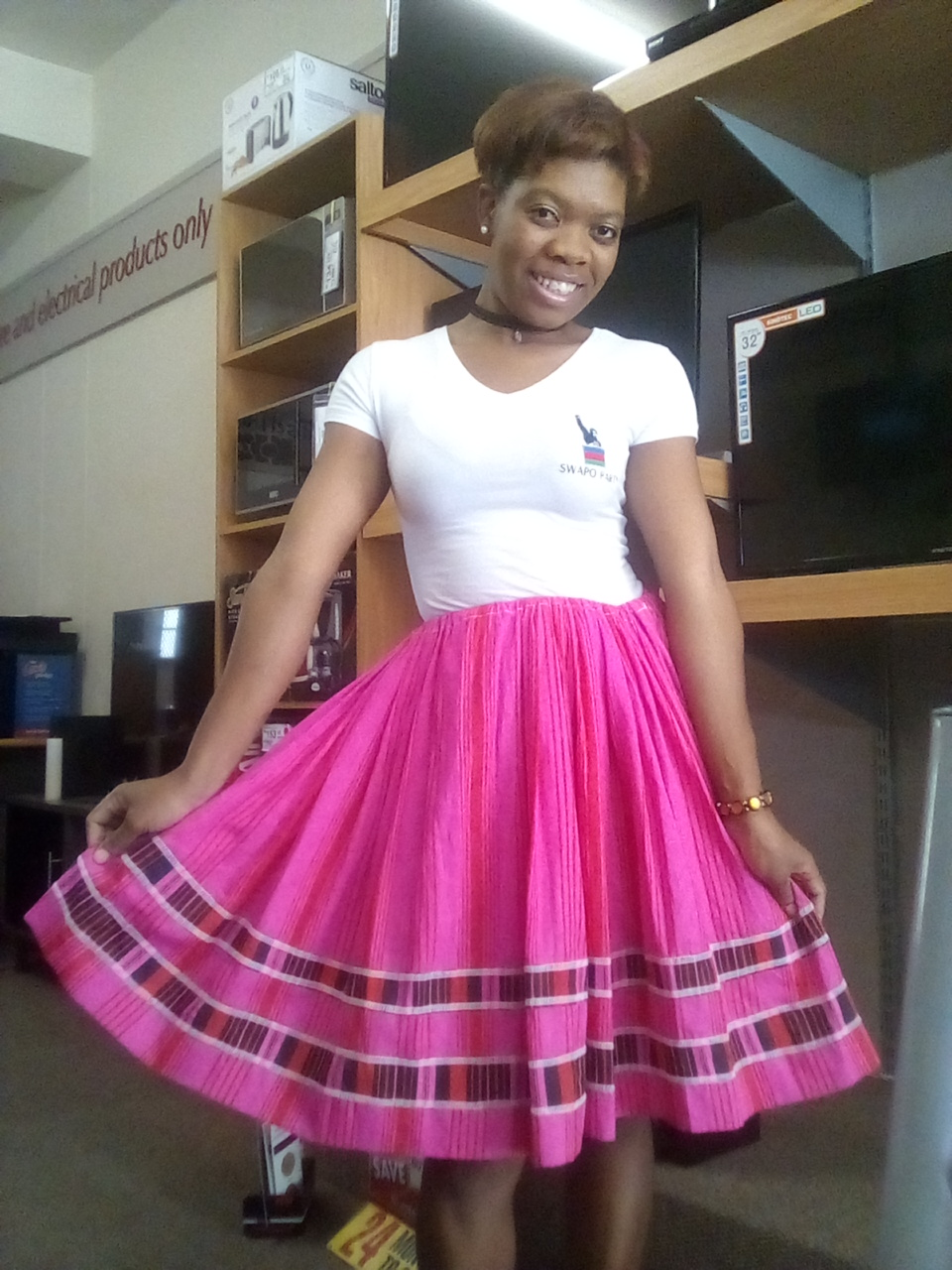
Falda tradicional ovambo

A partir de 2004, Nujoma y la SWAPO continuaron dominando la escena política de Namibia. Sin embargo, el dominio abrumador de la SWAPO y su base de seguidores predominantemente de la etnia ovambo también dio lugar a un importante partido de oposición compuesto principalmente por representantes de grupos étnicos más pequeños.

## Sociedad

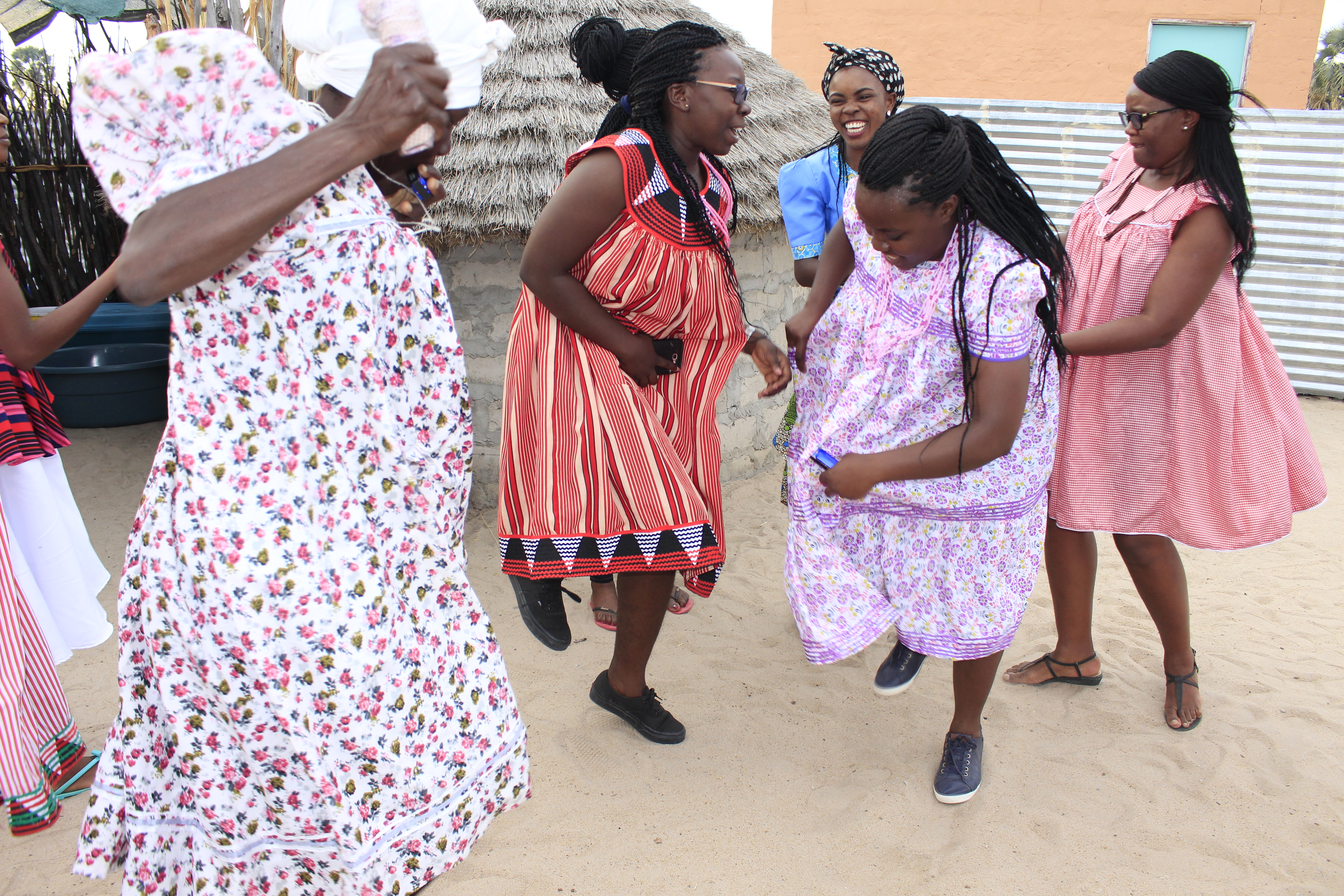
Baila tradicional en una boda ovambo

La parte norte de Ovambolandia es un pastizal boscoso abierto, pero el sur es un pastizal más árido. Está sujeto a dos o tres meses al año de fuertes lluvias que provocan inundaciones generalizadas de la llanura cubierta de limo, seguidas de 9 o 10 meses de sequía. Para adaptarse a estas duras condiciones, los Ovambo han aprovechado los recursos disponibles. El cultivo es en gran medida dominio exclusivo de las mujeres. El cultivo básico es el mijo, machacado en harina y que se come en forma de papilla seca, mientras que el maíz se produce para hacer cerveza. También se cultivan frijoles, batatas, maní, melones y calabazas. Los hombres cuidan el ganado: se cría ganado vacuno y caprino, pero, debido a las inundaciones, las condiciones locales de pastoreo no son tan favorables como lo son al sur del territorio herero. Desde finales del siglo XIX, los hombres ovambo han viajado al sur para trabajar en las minas de Namibia o en los ferrocarriles, mientras que muchas mujeres han dejado Ovambolandia para trabajar como empleadas domésticas.
Aunque cada familia trabajaba su propia sección de tierra, que puede extenderse de 6 a 20 ha, también forman parte de una comunidad agrícola más grande compuesta por varios cientos de personas y encabezada por un jefe. Algunos autores sostienen que aunque son un pueblo de agricultores, organizan su vida social en torno a los cánones de los pueblos ganaderos.
Sus viviendas cilíndricas con techos en cono de material vegetal conformaban un kraal. El kraal es un recinto amurallado con varas, palos y espinos que protegen a personas, cultivos y animales de posibles robos o depredadores. Esposos, esposas, hombres y mujeres jóvenes y visitantes, todos viven en edificios separados. Rodeando el complejo hay un recinto para el ganado, que también incluye áreas seguras de almacenamiento para granos y otros bienes.
Los grupos occidentales de la comunidad ovambo desarrollaron una buena reputación por sus habilidades en el trabajo del cobre y el hierro, fabricando instrumentos para la vida diaria como cuchillos y azadas. Como no hay depósitos de hierro o cobre en Ovambolandia, se supone que los ovambo conocían el arte de fundir el hierro antes de establecerse en sus tierras actuales. Además de la metalurgia, otras artesanías importantes incluyen la cerámica y la cestería.

### Gobierno

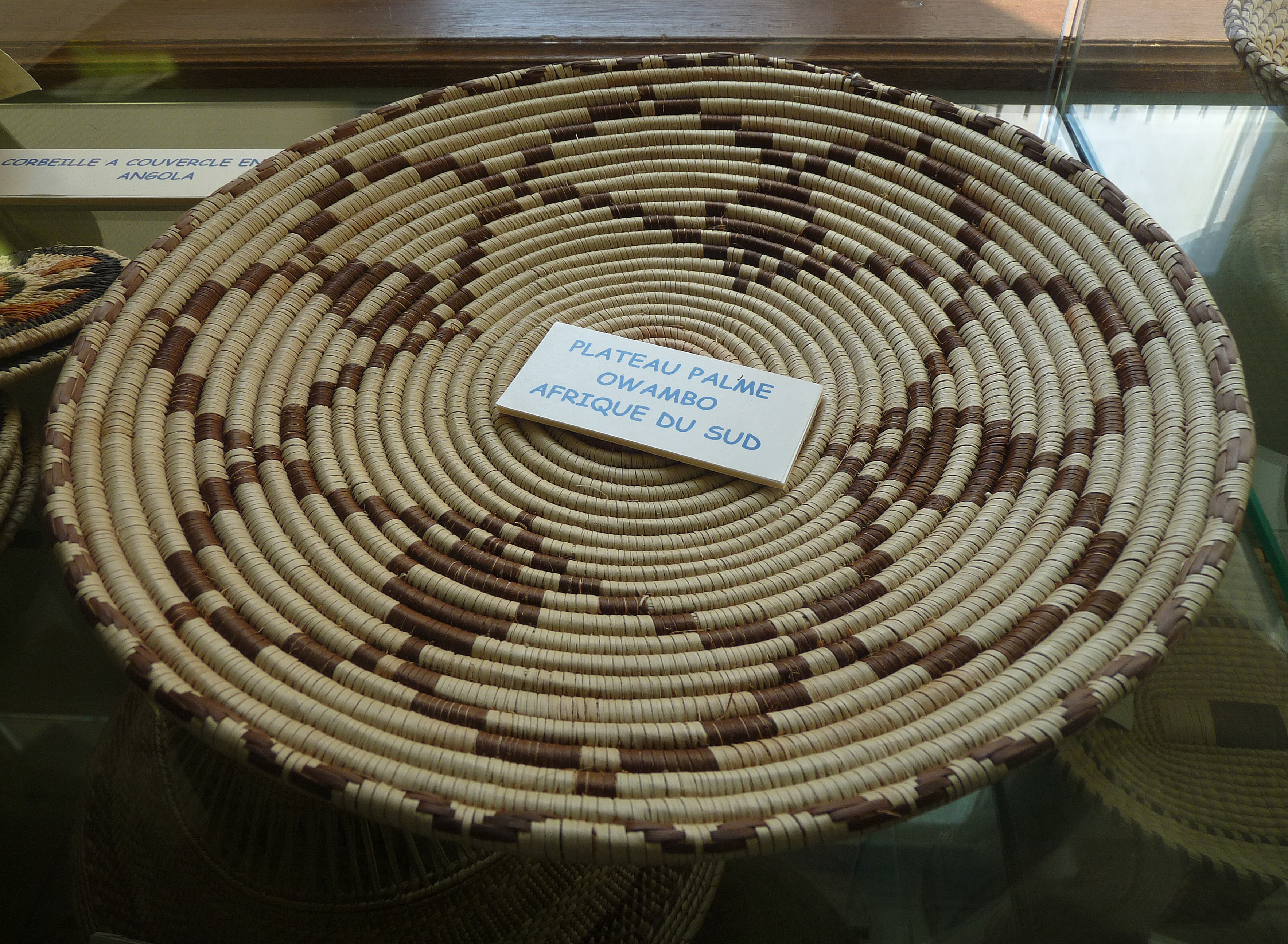
Bandeja de palma ovambo

Históricamente los monarcas o jefes tenían carácter hereditario. Gobernaban asistidos por los cabeza de familia. Entre sus funciones, el rey era el hacedor de lluvia, cumplía las tareas administrativas y era el encargado del reparto de tierras así como la distribución de los trabajos comunales.
Una característica especial de la sociedad ovambo es su sucesión matrilineal. Los hijos heredan de su madre o de sus tías y tíos maternos. Sólo las madres son consideradas parientes inmediatas de sus hijos, como sugiere el proverbio ovambo, “La familia no viene del pene”; el pariente más cercano que tenía un padre era su propia hermana. Un esposo, una esposa, sus hijos y cualquier anciano constituyen la unidad familiar básica, pero el tío materno es considerado el líder de la familia, por lo que se le otorga un gran respeto.
A pesar de esta herencia matrilineal, los cargos oficiales son exclusivos de los hombres. El estatus social depende de la ascendencia, la edad y la cantidad de ganado que posee un hombre.
Históricamente, la élite gobernante provenía solo del linaje akwanekamba. Estos gozaban de medios suficientes para sobrevivir a períodos prolongados de sequía, acumulaban reservas de cereales y se encargaban de distribuir ayuda a los grupos más pobres, ganando así prestigio.

## Religión

### Étnica

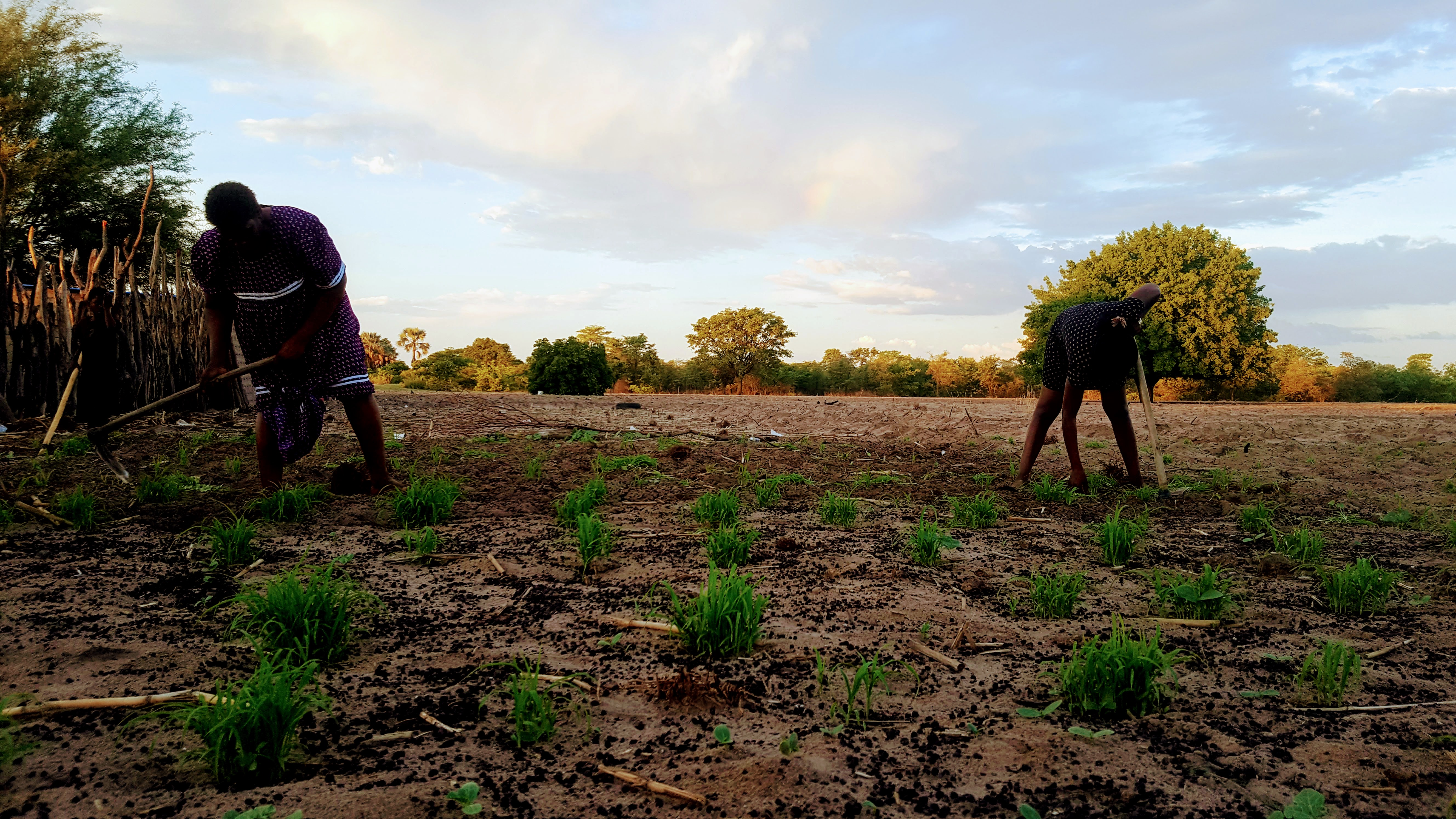
Grupo de mujeres ovambo cultivando

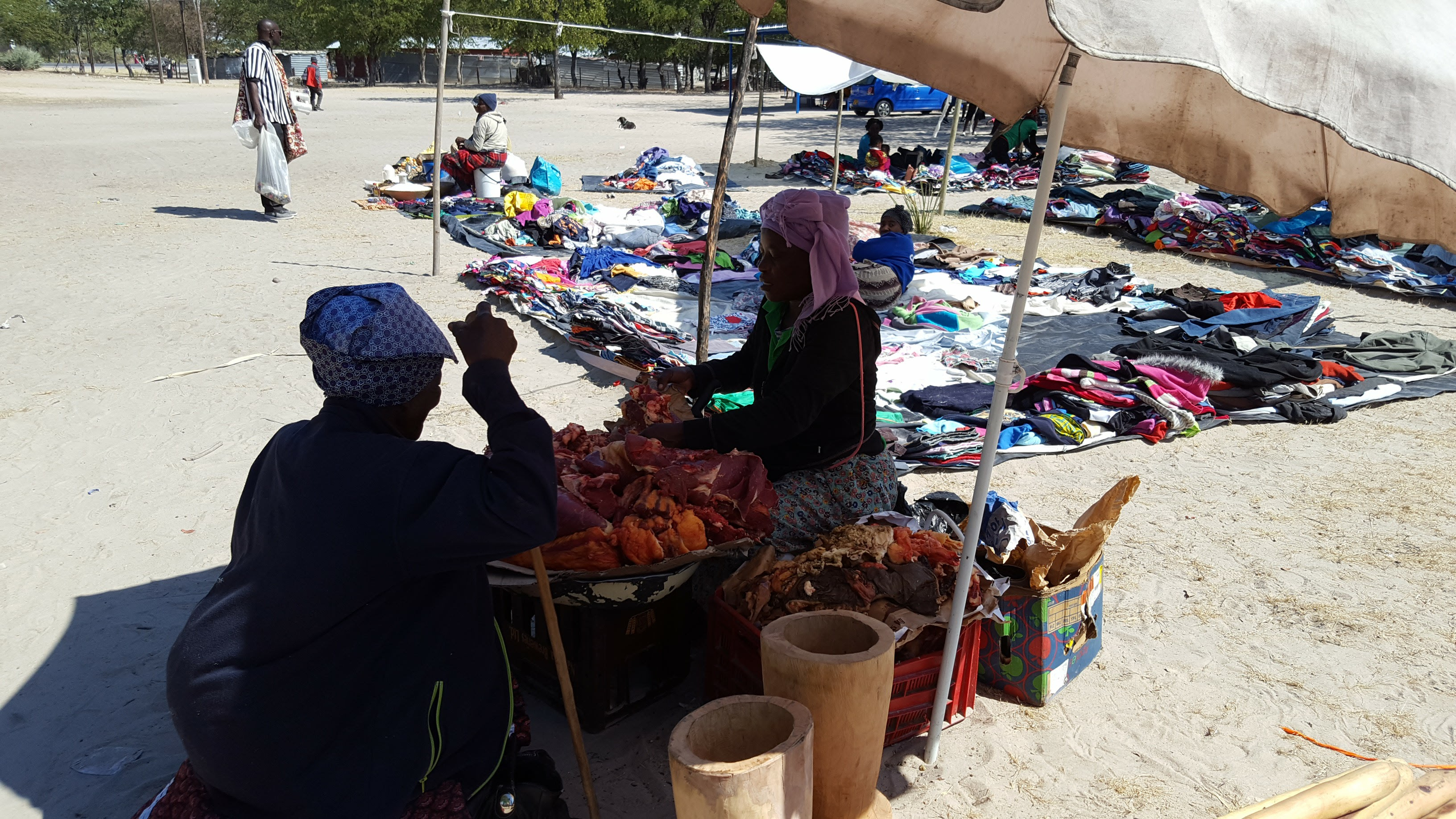
Mujeres ovambo trabajando en el mercado

Namibia tiene una topografía única a la que los ovambos se han adaptado a lo largo de más de 500 años. Su religión recoge las costumbres y valores sobre la base de su lucha para sobrevivir en este ecosistema. Por ejemplo, en las llanuras arenosas de las planicies de Ovambolandia a menudo surgen cursos de agua llamados oshanas durante la temporada de lluvias. Estos cursos implican un gran cambio en el paisaje de una tierra cuya precipitación promedio no supera los 500 milímetros anuales. Las oshanas anuales influyeron en la forma en que la comunidad interpretó históricamente los ciclos de la vegetación y el agua. Así los ovambos se adaptaron a los patrones climáticos a la vez que mantuvieron los valores tradicionales de su sociedad. Las oshanas fueron identificadas como un símbolo de los espíritus de los antepasados. De alguna manera, esta simbología los llevó a creer que esos espíritus materializados en las pozas o corrientes estacionales eran los espíritus de sus ancestros que llegaban para beneficio de la comunidad.
El dios supremo de la cultura ovambo fue llamado Kalunga, a veces traducido Ilunga. Es un ser todopoderoso y omnipresente al que nada escapa. Kalunga es el creador de todas las criaturas y objetos del universo. La fe del pueblo ovambo señala que Kalunga se mueve entre la gente como un espíritu invisible a los ojos humanos. Él señala lo que es necesario para que la gente sobreviva a las duras condiciones de su país. Así, es invocado para actividades cotidianas como la cestería, la alfarería, la captura de elefantes, las relaciones con la gente de la comunidad, y la fertilidad de los campos de cultivo.
Según esta tradición, poco después de crear el mundo, Kalunga hizo emerger al primer hombre y la primera mujer fuera de un termitero. Al hombre se llamó Noni y a la mujer Janoni. Tuvieron tres hijos y una hija. Janoni se convirtió en la madre ancestral de los ovambos según sus relatos fundacionales. Los kwanyama remontan su linaje al hijo mayor, Kanzi, mientras que los ndonga se identifican como descendientes del segundo hijo, Nangombe.

### Celebraciones

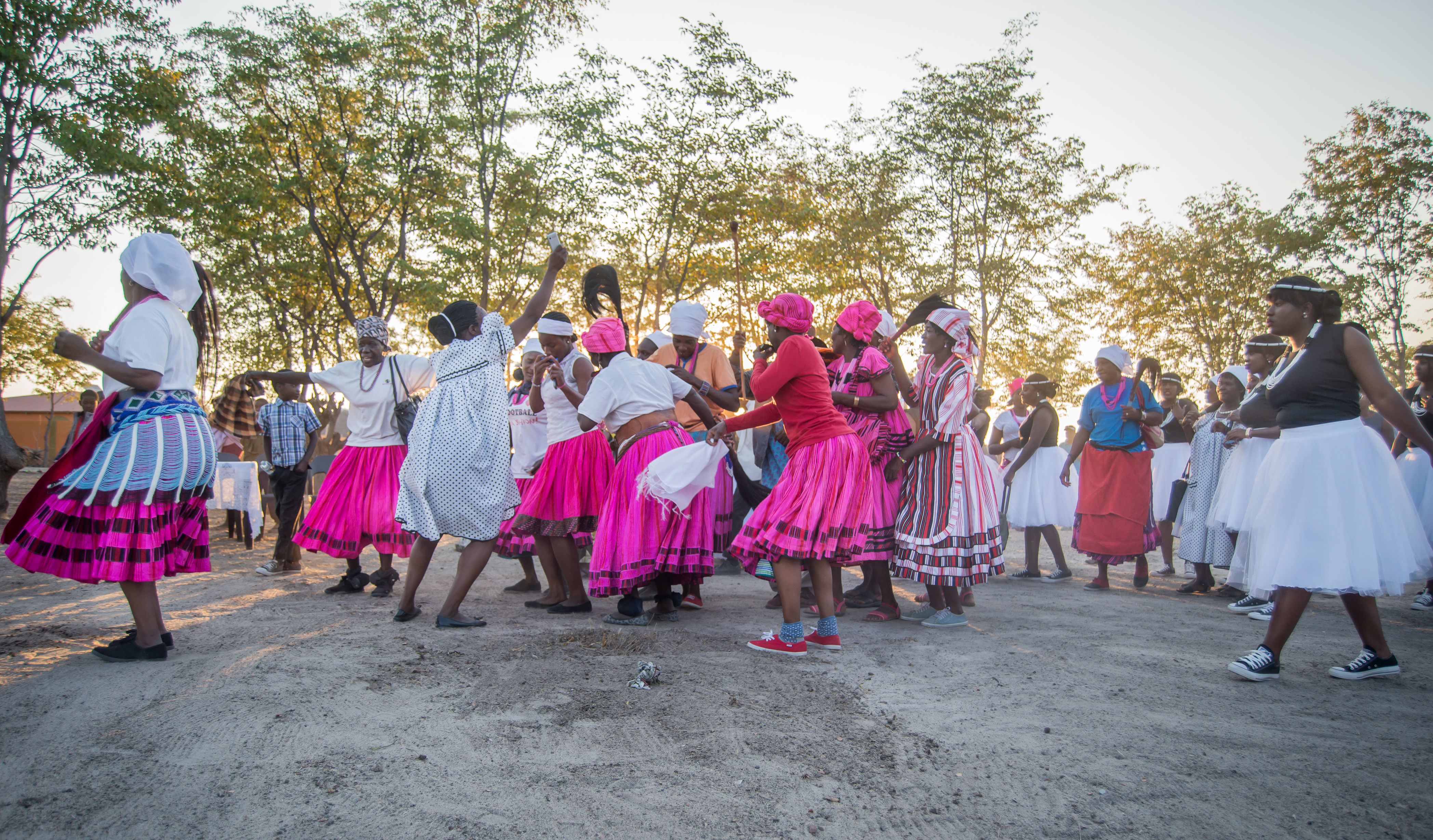
Danza tradicional

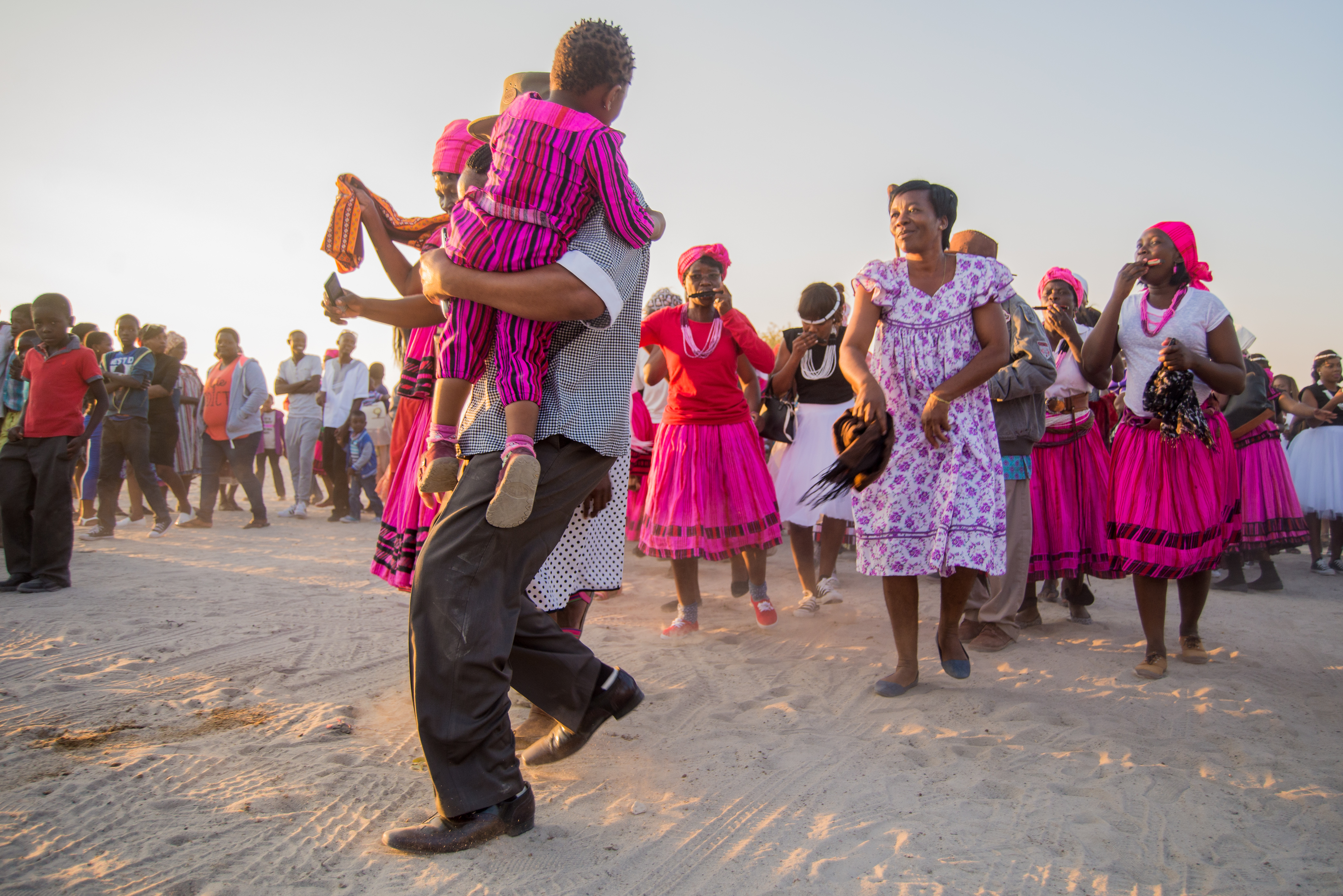
Celebración ovambo tras la cosecha

Los rituales a los ancestros y a Kalunga son los más importantes en cuanto a la espiritualidad. También al completar las cosechas se realizan grandes festivales de celebración.

### Fuego sagrado

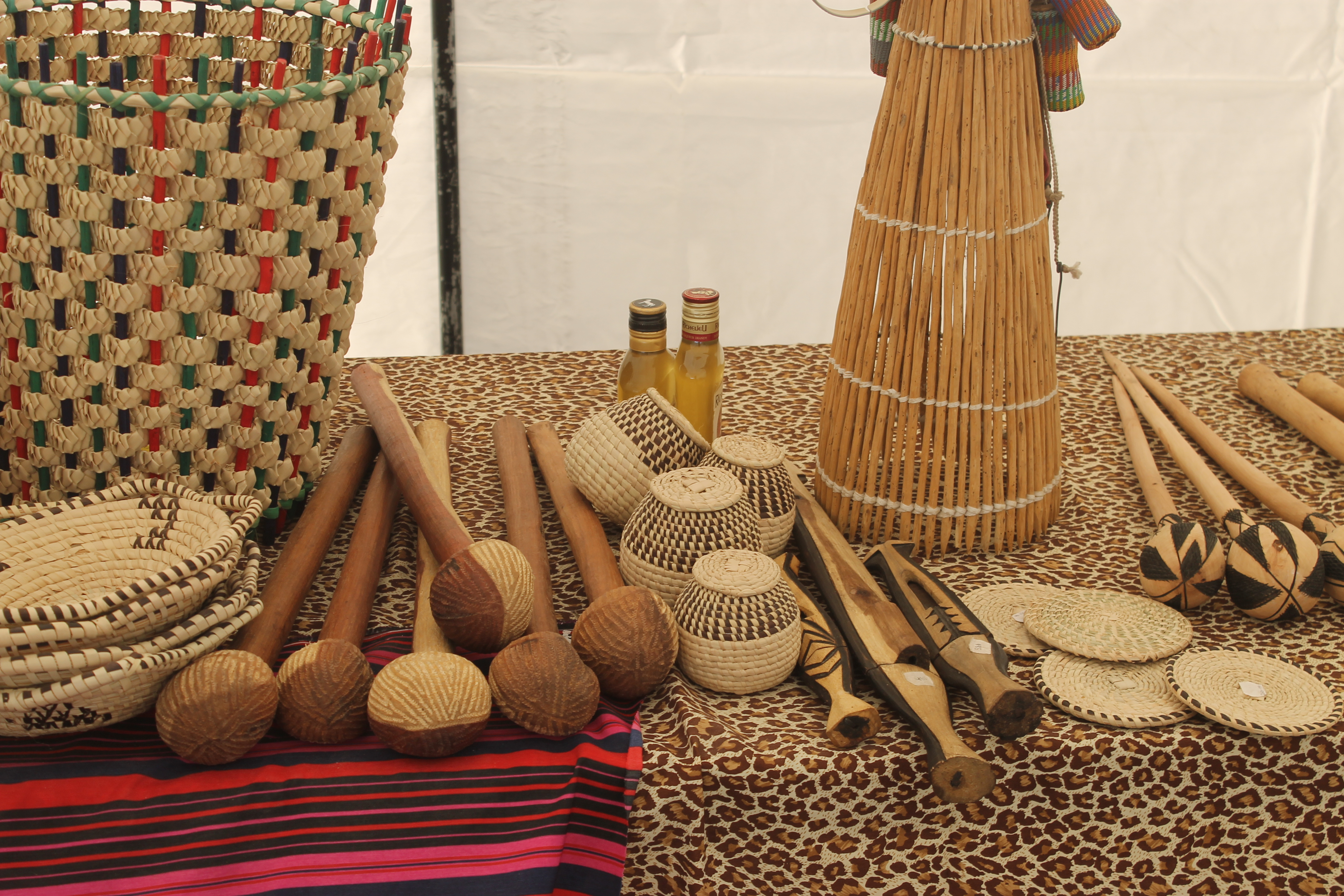
Piezas artesanales de la cultura ovambo

El fuego sagrado fue el centro simbólico de todas las reuniones y rituales importantes en las etnias de Namibia. Matrimonios, funerales, reuniones de consejo, bautizo de recién nacidos, ceremonias de purificación, todos estos eventos ocurrían junto al fuego sagrado ancestral. Si la familia se mudaba a una nueva ubicación, se llevaba el fuego con cuidado, y si el fuego se extinguía, solo podía reiniciarse con un palo giratorio utilizado por un antepasado para encender su fuego (estos palos también se conservaban cuidadosamente). Cuando se seleccionaba un nuevo sitio para la aldea, la ubicación del nuevo fuego sagrado era la primera decisión. Un tizón encendido del fuego viejo o de sus brasas era la base del nuevo.
Entre los ovambos, el fuego estaba ubicado cerca del lugar donde dormía el jefe. Lo atendía su esposa principal o su hija. No se le permitía arder y solo se podía usar madera verde de ciertos árboles para mantenerlo vivo. Los jefes de distrito recibían carbones del fuego central para iniciar el de sus propios werfs. La única comida que se podía cocinar en el fuego sagrado era la última ingesta de los hombres que iban a la guerra. El fuego era considerado una bendición divina, un regalo de Kalunga.

### Iglesias
Muchas de las costumbres y tradiciones ovambos han desaparecido bajo la influencia del cristianismo. La Sociedad Misionera Finlandesa tuvo una presencia continua en Ovambolandia desde 1870 y sus misioneros establecieron escuelas, clínicas e iglesias. Los primeros bautismos tuvieron lugar en 1883. A finales del siglo XIX y principios del XX la mayoría de los ovambo se integraron como fieles de la iglesia luterana Ovambokavango; una minoría en Namibia a los anglicanos y en Angola una minoría como católicos.
Los reportes etno-religiosos del proyecto Joshua señalan que a finales de la segunda década del siglo XXI las comunidades ovambo distribuían sus preferencias religiosas según la siguiente tabla:
| País    | Grupo         | Cristianos % | Cristianos por iglesias | Cristianos por iglesias | Cristianos por iglesias | Cristianos por iglesias | Cristianos por iglesias | Cristianos por iglesias | Étnica % | No religiosos % |
| ------- | ------------- | ------------ | ----------------------- | ----------------------- | ----------------------- | ----------------------- | ----------------------- | ----------------------- | -------- | --------------- |
|         |               |              | Anglicanos %            | Independientes %        | Ortodoxos %             | Otros Cristianos %      | Protestantes %          | Católicos %             |          |                 |
| Angola  | Ambo / Ndonga | 95           | 10                      | 5                       | 0                       | 5                       | 25                      | 55                      | 5        | 0               |
| Namibia | Ambo / Ndonga | 98,5         | 0                       | 10                      | 0                       | 0                       | 75                      | 15                      | 0.50     | 1               |
| Angola  | Kwanyama      | 95           | 10                      | 11                      | 2                       | 0                       | 25                      | 52                      | 5        | 0               |
| Namibia | Kwanyama      | 98,5         | 0                       | 10                      | 0                       | 0                       | 70                      | 20                      | 1        | 0,50            |

## Economía

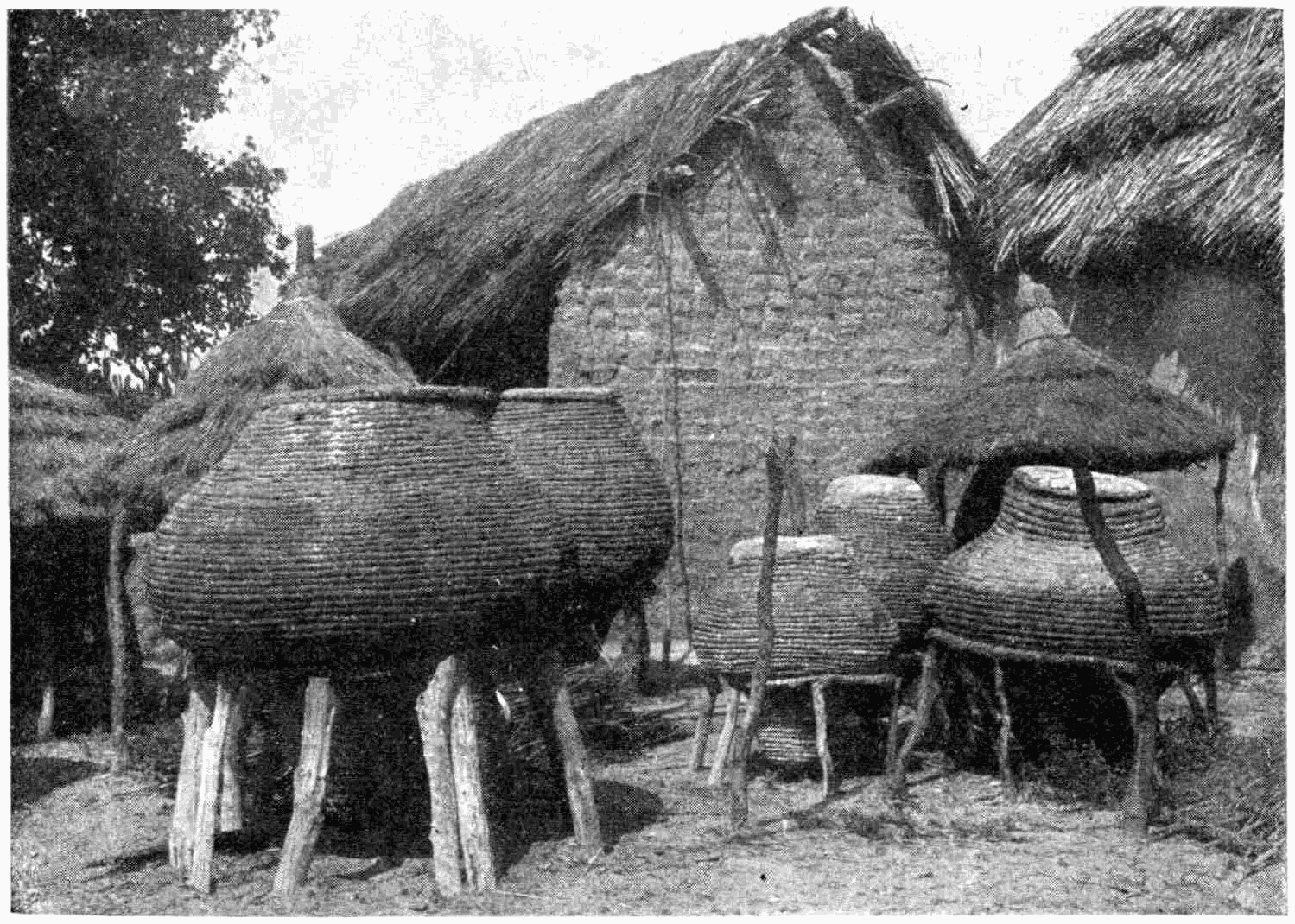
Silos para trigo construidos en cestería de la cultura ovambo

La economía tradicional se sustentaba en una agricultura de subsistencia, el sisal, la ganadería y la pesca. Poseían rebaños de ovinos, caprinos y bovinos.
Muchos trabajadores ovambos se han mudado al sur desde la década de 1920 para trabajar en las minas de diamantes cerca de la desembocadura del río Orange, en el puerto de Walvis Bay y en las ciudades y pueblos del interior. Antes migrababan por miles para trabajar en las minas de oro de Sudáfrica, pero ese tráfico ha disminuido.

## Subgrupos y clanes

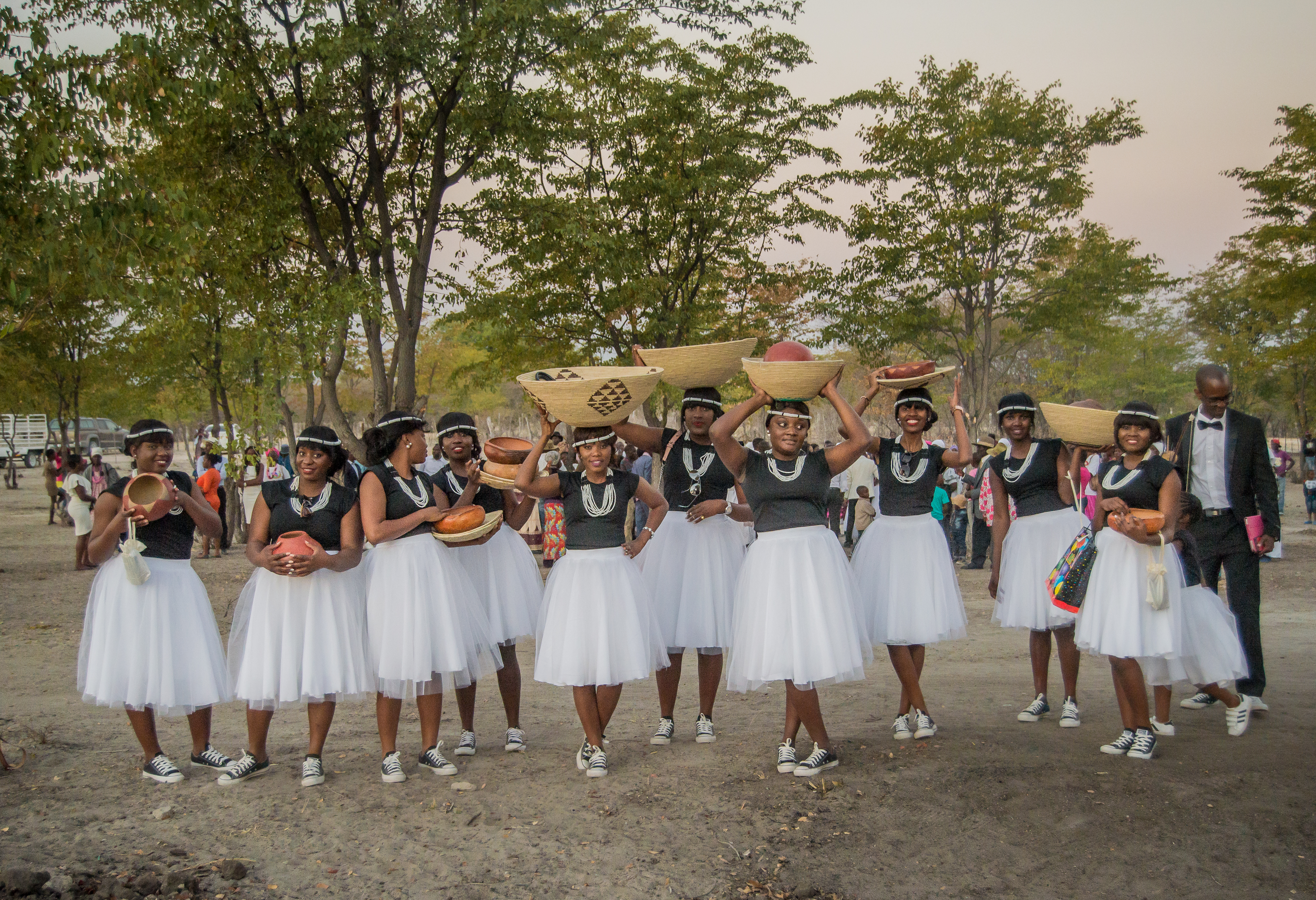
Muestra cultural de jóvenes mujeres ovambo y su cestería

El complejo etno-lingüístico ovambo se dividió tradicionalmente en ocho grupos o clanes matrilineales, aunque la evolución histórica generó algunos subgrupos más. De los tradicionales durante el período de dominio sudafricano y la implantación del apartheid lograron conservar sus jefaturas o pequeñas monarquías los ndonga, kwambi, ngandjera y kwaluudhi. Mientras que los kwanyama, eunda, mbalantu y evale mantuvieron un gobierno común a través de consejos de jefes.
Los cuatro grupos con jefes tradicionales mantuvieron una jerarquía descendente a través de jefaturas delegadas. En todos los casos, sin embargo, los administradores sudafricanos llegados durante la segunda y tercera décadas del siglo XX y establecieron su propia administración, a menudo integrándola con los líderes tradicionales.

### Tradicionales

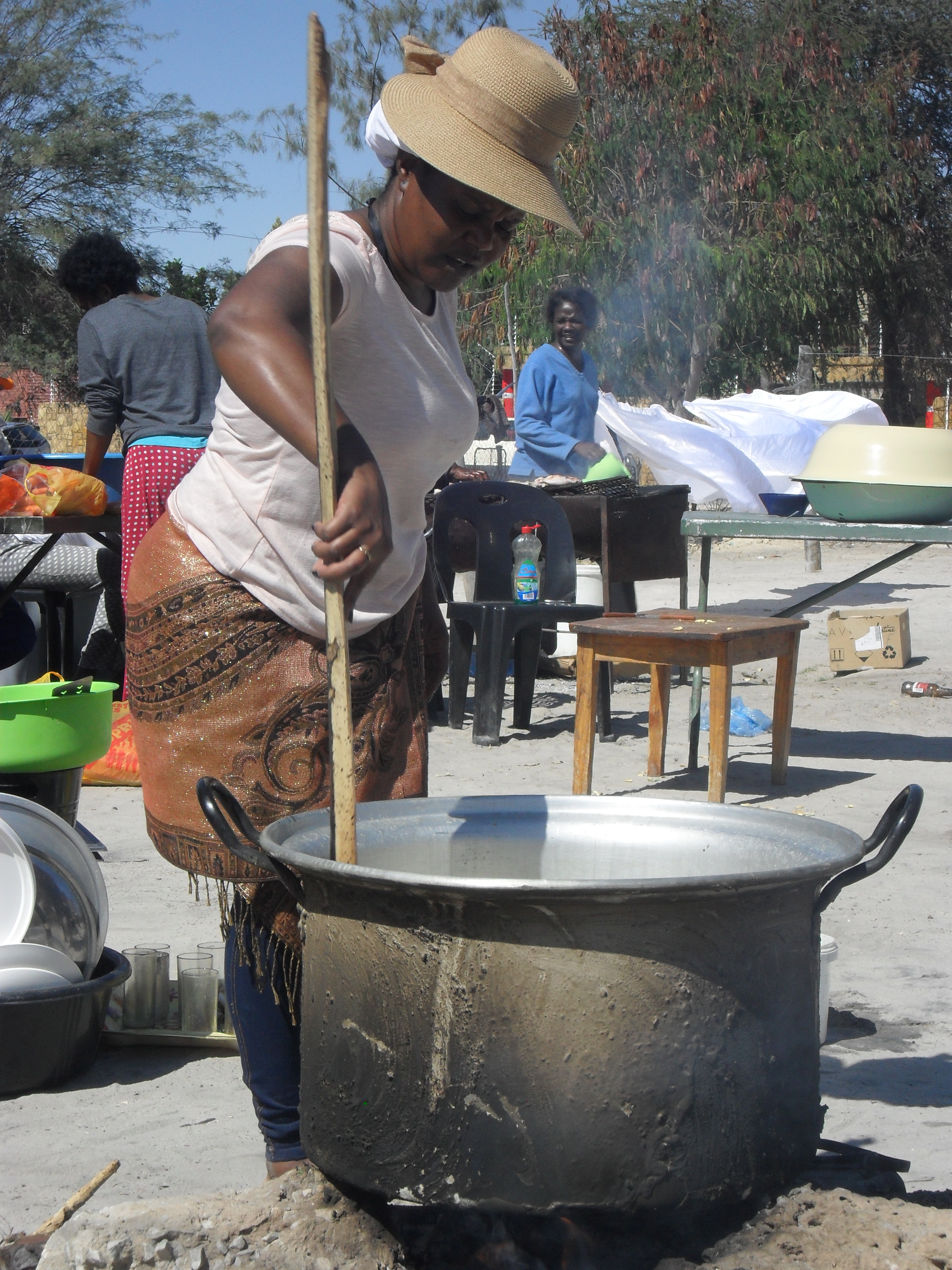
Trabajo gastronómico, cultura ovambo

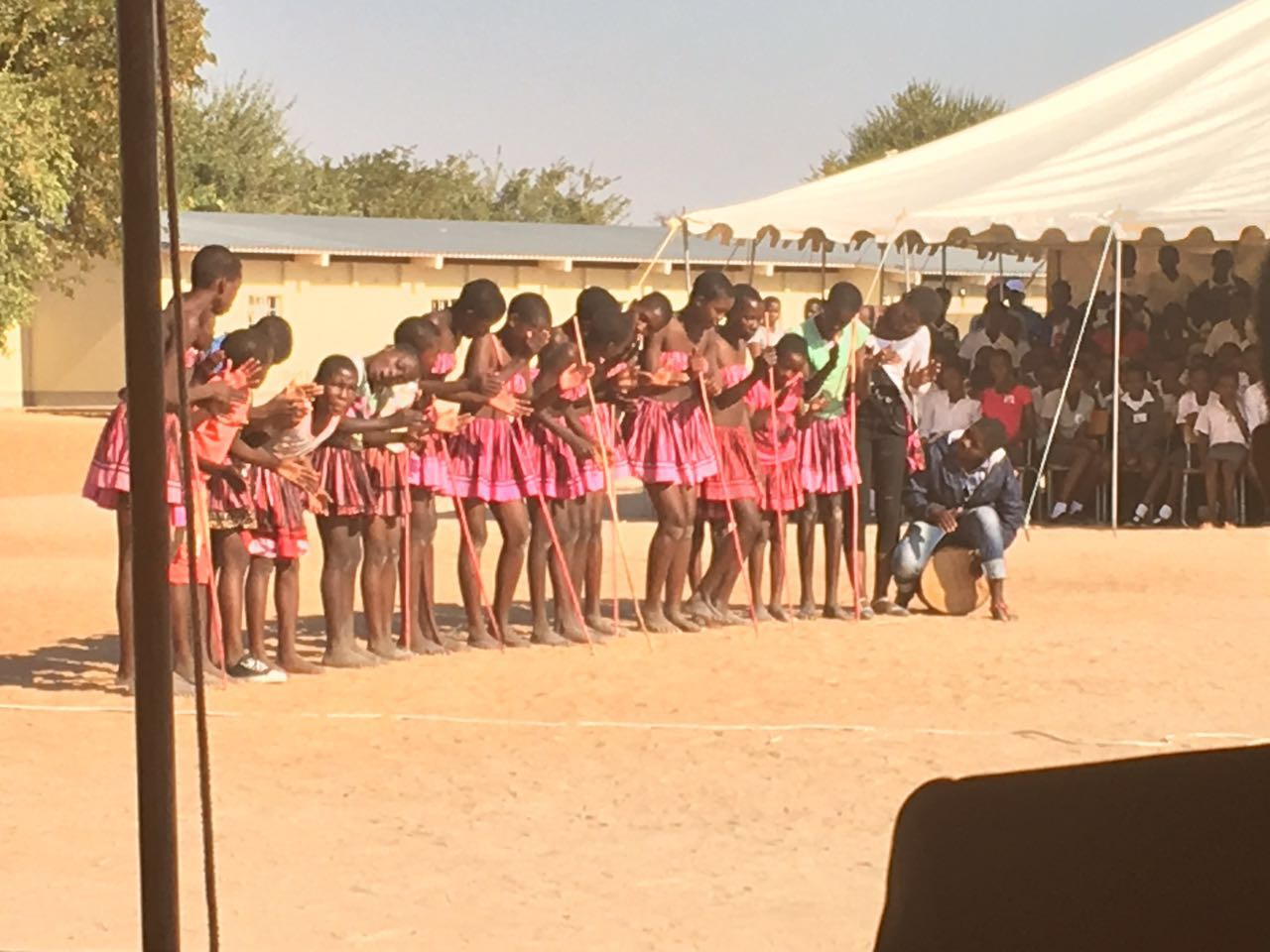
Oshiwambo, juegos de entretenimiento

#### Kwanyama
También es conocido con el nombre ukwanyama. Es el grupo mayoritario de los ovambos. Habitan al sur y al norte de la frontera entre Angola y Namibia. En el siglo XVIII formaron un reino en la región de Mossamedes que comercializó esclavos, hierro, sal, cobre y marfil con portugueses y alemanes. En 1917 el reino fue sometido por los colonialistas portugueses. Del lado namibio debieron enfrentar los intentos de robo de ganado por parte de colonos alemanes y las comunidades de pastores herero. En 1966 se restauró el reino kwanyama y en 2001 lograron extender sus fronteras unos 60 km para integrar a sus comunidades en suelo namibio. Extensión que se logró gracias a un acuerdo con el gobierno de Namibia. Están organizados en unos 15 clanes presididos por una jefatura hereditaria asistida por un consejo de cabezas de familia. Los principales recursos económicos provienen de las actividades primarias: ganadería, agricultura y pesca.

#### Kwambi
También llamados kuambi o ukuambi. Es un subgrupo ovambo de Namibia al norte de la zona pantanosa de Etosha que practica una economía mixta agrícola-ganadera. Hablan el dialecto kwambi que según estudios etnolingüísticos tiene unos 41.000 hablantes en la región de Oshana y en los territorios limítrofes de las vecinas regiones de Omusati y Oshikoto. El 80 % de su población practica el cristianismo (mayoritariamente católicos) y un 20 % mantienen la religión étnica ovambo según estudios etno-religiosos. Según su tradición fundacional, Hamakuambi, un líder del pueblo ovambo del siglo XVI, captó seguidores en el lago Hakafia. Con este grupo se desplazó hacia el oeste y se establecieron en su región actual. Los kwambi considerados una de las siete subdivisiones clásicas (aunque no únicas) del pueblo ovambo, tomaron su nombre de su líder ancestral Hamakuambi.
Los kwambi mantuvieron a lo largo de la historia una organización social estructurada en torno a un jefe tradicional con carácter hereditario. Pero en 1932 las autoridades sudafricanas depusieron al entonces jefe Ipumbu, que no era del agrado de los rectores del apartheid. Su hijo, S. F. Iipumbu, fue elegido para sucederlo. Fue seleccionado para el Consejo Ejecutivo recién establecido a fines de la década de 1960 y ocupó ese cargo hasta 1973.
Son excelentes alfareros. La arcilla más adecuada para hacer vasijas se encuentra en su área, y las mujeres kwambi desarrollaron una buena reputación por su arte. Sus productos se convirtieron en un artículo comercial rentable.

#### Kwaluudhi
También conocidos como ukwaluizi. Comunidad del grupo ovambo al norte de Namibia. Viven de la agricultura y la ganadería.

#### Eunda
Subgrupo ovambo al norte de Namibia. Viven de la agricultura y la ganadería.

#### Ndonga
También conocidos con el nombre ambo o ondonga. Viven a ambos lados del bajo río Cunene en la provincia de Namibe en Angola. También habitan al noreste del área pantanosa de Etosha, en Namibia. Este grupo ovambo ha convivido históricamente con grupos de pastores hereros. Estos grupos se han enfrentado por el robo mutuo de ganado. Enfrentaron a los colonos alemanes que intentaron a principios del siglo XX confiscar sus ganados. Tienen una economía mixta con una agricultura alimentaria y el pastoreo de ganadería ovina, caprina y bovina.
También habita en territorio de Angola otro grupo de personas que se identifican con el nombre ndongo o ndonga, pero sus comunidades se encuentran al noroeste del país y forman parte del grupo étnico-lingüístico ambundu.

#### Ngandjera
También llamados ongandjera u ongandiera. Es un subgrupo ovambo del norte de Namibia y al sureste de Angola. Sus comunidades asentadas al noreste del área pantanosa de Etosha viven de una agricultura alimentaria más el pastoreo nómada de ovinos, caprinos y bovinos. Las comunidades al sureste de Angola hablan el dialecto ngandjera (ngandyera) que tiene unos 31.000 hablantes en la provincia de Cuando Cubango.

#### Mbalantu
También conocidos como ombarantu u ombalantu, son un subgrupo ovambu del norte de Namibia. La agricultura y la ganadería son sus mayores recursos económicos. Hablan el dialecto mbalantu que es conocido por unas 300 personas en la región de Kunene.

#### Evale
También conocidos con el etnónimo vale, habitan en las tierras áridas del sur de Angola. Economía con base en la agricultura, el pastoreo, la cestería y la pesca.

### Otras comunidades

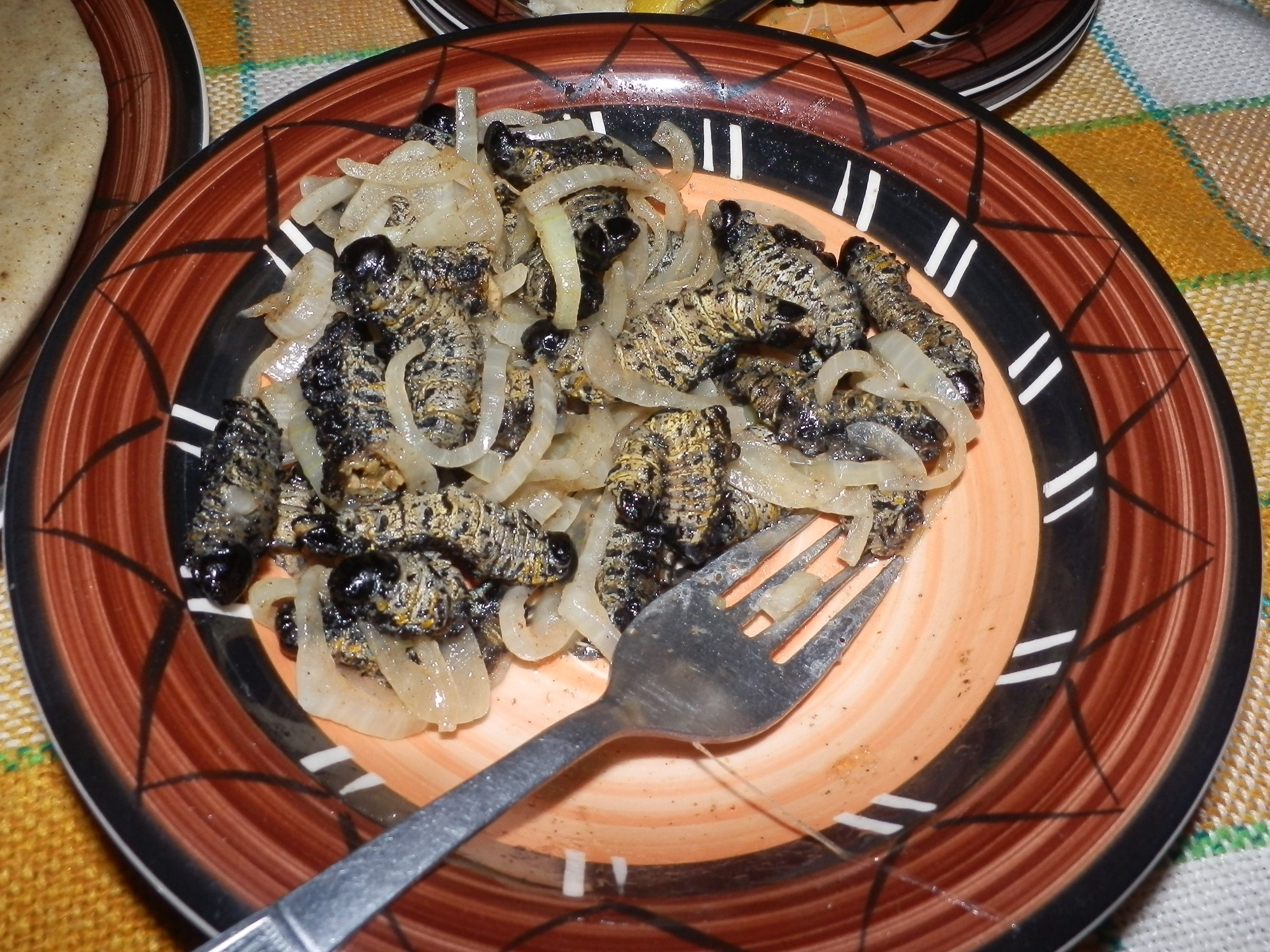
Gusanos Mopane cocidos (Gonimbrasia belina), servidos con cebollas, comida tradicional del pueblo Owambo, aquí hecha para turistas en Namibia

#### Nkolonkadhi
También conocido como ukolonkazi viven al norte de Namibia. Subgrupo ovambo que viven de la agricultura y la ganadería nómada. Algunos etnógrafos entienden que junto con los evale conforman un solo grupo etno–cultural.

#### Kwamatwi
Son miembros de la comunidad ovambo que viven en el sur de Angola. Sus recursos económicos los obtienen del pastoreo, la ganadería, la cestería y la pesca.

#### Dombondola
Miembros del pueblo ovambo cuyas comunidades están situadas en el sur de Angola. Economía mixta, agrícola-ganadera. También obtienen recursos de la cestería y la pesca.

#### Kafima
Grupo ovambo al sur de Angola. Economía con base en la agricultura, el pastoreo, la cestería y la pesca.